# 斑點浪蝙蝠魚
斑點浪蝙蝠魚，為輻鰭魚綱鮟鱇目棘茄魚亞目棘茄魚科的其中一種，分布於中太平洋東部，從美國加利福尼亞州至秘魯海域，屬底棲性魚類，棲息深度18-113公尺，體長可達15公分，棲息在沙底質水域，以魚類及甲殼類為食，卵生，仔魚為浮游性，生活習性不明。